# Falsohippopsicon brunneum
Falsohippopsicon brunneum là một loài bọ cánh cứng trong họ Cerambycidae.